# Egerteich
Egerteich egy kis falu Németországban, Bajorország tartományban, Felső-Pfalz (Oberpfalz) kerületben, Tirschenreuth járásban. Waldsassen városhoz tartozik. Lakosainak száma 21 fő (1987. május 25.).

## Fekvése
Közvetlenül a cseh-német határnál, a Wondreb (csehül Ondrava) folyó bal partján fekszik. Közelében található a csehországi Cheb (németül Eger) városa.

## Népesség
| 1987 | 21 |

## Látnivalók
Látnivaló a faluban egy kis, festői favázas falazású ház.
A waldsassener-i urbáriumban[forrás?] a 14. századból 9 egerteichi lakos lett megemlítve.

## Fordítás
- Ez a szócikk részben vagy egészben  az   Egerteich című német Wikipédia-szócikk fordításán alapul.  Az eredeti cikk szerkesztőit annak laptörténete sorolja fel. Ez a jelzés csupán a megfogalmazás eredetét és a szerzői jogokat jelzi, nem szolgál a cikkben szereplő információk forrásmegjelöléseként.